# Skorpion (serial telewizyjny)
Skorpion (ang. Scorpion) – dramatyczny amerykański serial telewizyjny science fiction wyprodukowany przez CBS Television Studios. Twórcami serialu są Nick Santora, Alex Kurtzman oraz Roberto Orci. Serial był emitowany od 22 września 2014 roku do 16 kwietnia 2018 roku przez CBS.  W Polsce serial był emitowany od 22 października 2014 roku do 15 maja 2018 roku przez stację AXN i AXN Black. 13 maja 2018 roku, stacja CBS ogłosiła zakończenie produkcji serialu po czterech sezonach.

## Fabuła
Fabuła serialu skupia się na Walterze O’Brienie i jego grupie geniuszy, którzy jako jedyni mogą uratować świat przed najróżniejszymi zagrożeniami.

## Obsada
- Elyes Gabel jako Walter O’Brien[5]
- Katharine McPhee jako Paige Dineen[6]
- Eddie Kaye Thomas jako Toby Curtis[7]
- Jadyn Wong jako Happy Quinn[7]
- Ari Stidham jako Sylvester Dodd[8]
- Robert Patrick jako Cabe Gallo, agent FBI[9]
- Riley B. Smith jako Ralph, syn Paige[10]

### Role drugoplanowe
- Brendan Hines jako Drew Winnters[11]
- Camille Guaty jako Megan O’Brien, siostra Waltera
- Daniel Zolghadri jako młody Walter
- David Fabrizio jako Merrick
- Andy Buckley jako Richard Elia
- Alana De La Garza[12](od 2 sezonu)
- Kevin Weisman[13](od 2 sezonu)
- Peri Gilpin jako Katherine Cooper, zastępca dyrektora Departamentu Bezpieczeństwa Krajowego[14](od 2 sezonu)
- Scott Porter jako Timo Amstrong[15](od 2 sezonu)

### Gościnne występy
- Ernie Hudson jako Brooks[16]
- Corbin Bernsen jako Bob Connelii, szef kasyna w Las Vegas[17]
- Joshua Leonard jako Mark Collins
- Mykelti Williamson jako Ned Walker, generał[18]
- Linda Hunt jako Hetty Lange[19]
- Shohreh Aghdashloo jako dr Cassandra Davis, psycholożka[20]
- Raphael Sbarge jako Paulson
- Keith David jako naczelnik więzienia federalnego w Hamilton
- Scott Mescudi jako Peyton Templer[21]
- Method Man jako producent hip-hopu[21]
- Lochlyn Munro  jako Jim Archer
- Jessica Tuck jako Rebecca Burns
- Jake McLaughlin jako James Corbett, porucznik  U.S. Navy SEAL
- Karolina Wydra jako Simone Taylor, agentka Interpolu
- Spencer Garrett jako Wilson Eckherd, agent
- Mackenzie Astin jako Leonard Carlton, analityk CIA
- David James Elliott jako Bruce Joans, były agent Secret Service[22]
- Rick Ravanello jako Marcus Bronson
- Travis Van Winkle jako Nathan Hall, chorąży[23]
- Izabella Miko jako Serbka

## Odcinki
| Sezon | Sezon | Odcinki | Oryginalna emisja CBS | Oryginalna emisja CBS | Oryginalna emisja AXN Black | Oryginalna emisja AXN Black | Oryginalna emisja AXN Black |
| Sezon | Sezon | Odcinki | Premiera sezonu       | Finał sezonu          | Premiera sezonu             | Finał sezonu                |                             |
| ----- | ----- | ------- | --------------------- | --------------------- | --------------------------- | --------------------------- | --------------------------- |
|       | 1     | 22      | 22 września 2014      | 20 kwietnia 2015      | 22 października 2014        | 3 czerwca 2015              |                             |
|       | 2     | 24      | 21 września 2015      | 25 kwietnia 2016      | 2 listopada 2015            | 21 czerwca 2016             |                             |
|       | 3     | 25      | 3 października 2016   | 15 maja 2017          | 24 października 2016        | 7 sierpnia 2017             |                             |
|       | 4     | 22      | 25 września 2017      | 16 kwietnia 2018      | 5 grudnia 2017              | 15 maja 2018                |                             |

## Produkcja
Stacja CBS zamówiła pełny sezon serialu, którego pierwszy sezon liczy 22 odcinki
12 stycznia 2015 roku stacja CBS zamówiła 2 sezon serialu – 24 odcinki.
25 marca 2016 roku, stacja CBS zamówiła oficjalnie 3 sezon serialu.
23 marca 2017 roku, stacja CBS zamówiła oficjalnie 4 sezon serialu.